# Varennes-lès-Mâcon
Varennes-lès-Mâcon är en kommun i departementet Saône-et-Loire i regionen Bourgogne-Franche-Comté i östra Frankrike. Kommunen ligger i kantonen Mâcon-Sud som tillhör arrondissementet Mâcon. År 2022 hade Varennes-lès-Mâcon 581 invånare.

## Befolkningsutveckling
Antalet invånare i kommunen Varennes-lès-Mâcon
| Referens: INSEE |